# Templo de Júpiter (Silifke)
O Templo de Júpiter é um templo romano em ruínas em Silifke, Turquia. Foi construído no século II, e atualmente uma coluna ainda está de pé.
Silifke é um ilçe (distrito) na província de Mersin. Embora a cidade que foi fundada por Seleuco I Nicátor seja uma cidade antiga, o nível do solo da cidade foi elevado por causa das enchentes causadas pelo rio Göksu (Calicadno da Antiguidade) e não há muitos vestígios arqueológicos na superfície do tecido atual da cidade. O templo de Júpiter é uma exceção notável porque foi originalmente construído em uma plataforma de 2 metros (6 pés e 7 pol) de altura. Atualmente, não há trabalho oficial de restauração nas ruínas. Mas elas são protegidas por cercas. Elas estão situadas a oeste do Boulevard İnönü de Silifke em 36° 22′ 33″ N, 33° 55′ 49″ L.

## História
O Templo de Júpiter foi construído no século II d.C. durante o Império Romano. De acordo com uma lenda contada pelo historiador Zósimo do século V, quando os campos ao redor de Silifke foram infestados por gafanhotos, os cidadãos de Silifke pediram ao deus Apolo para proteger sua colheita. Apolo enviou um bando de pássaros comedores de gafanhotos. O povo construiu o templo para mostrar sua gratidão.
Era um templo do tipo períptero com 14x8 colunas coríntias. Suas dimensões externas eram de 40 metros (130 pés) de comprimento e 21 metros (69 pés) de largura. A altura das colunas era de 10 metros (33 pés). Atualmente, apenas uma coluna está de pé. Durante a era do Império Bizantino, o templo foi transformado em uma igreja.